# Orlai Petrich Soma

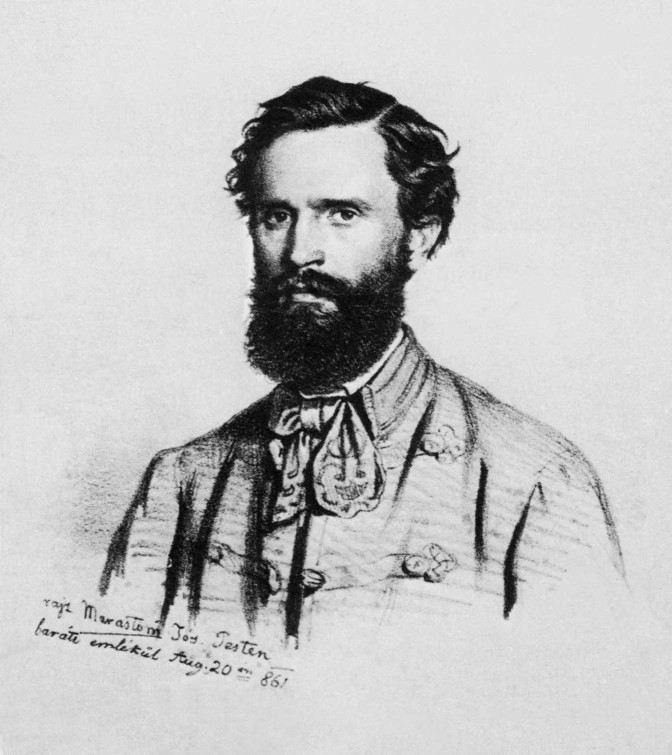
Marastoni József: Orlai Petrich Soma arcképe (litográfia, 1861)

Orlai Petrics Soma (Mezőberény, 1822. október 22. – Budapest, 1880. június 5.) festőművész, a történeti festészet jeles alakja. Apja szerb, anyja magyar származású.

## Élete
Felvidéki eredetű evangélikus családban született, anyai ágon Petőfi Sándor másod-unokatestvére. Középiskoláit Mezőberényben, Szarvason és Sopronban végezte, Pápán pedig jogi végzettséget szerzett. Tanulmányai egy részét Petőfivel és Jókaival töltötte, hatásukra írogatott is. 1846-tól festészeti tanulmányokat folytatott Bécsben Ferdinand Georg Waldmüllernél, Münchenben Wilhelm von Kaulbachnál, később Rómában és Párizsban. Egy ideig Debrecenben arcképfestésből jól megélt, majd ismét Bécsben telepedett le, de a pesti állandó műtárlat megalakulása után 1855-ben Pestre költözött. 1851-től használta az Orlai nevet, de csak 1853-ban vehette fel hivatalosan. 1854-ben feleségül vette Névery Annát (Ninát). 1861-től az Országos Magyar Képzőművészeti Társulat igazgató-választmányi tagja, olyan neves festők társaságában, mint Barabás Miklós, Zichy Jenő, Than Mór.

## Nevezetesebb művei
Bár szellemi erejét a megújuló fejgörcsei folytonosan zsibbasztották, szorgalmasabb festőnk alig volt nála; 1851-től, mikor Szent István ébredése című kompozícióját a műegyesületben kiállította, úgyszólván utolsó napjáig folyton dolgozott.
- II. Lajos király holttestének megtalálása a Csele patakban (1851)
- Búcsú a csata előtt (1853)
- Hagyjátok hozzám jönni a kisdedeket (1854) oltárkép a mezőberényi evangélikus templomban
- Szerelmi dalnok (1855)
- Milton az Elveszett paradicsomot tollba mondja (e műve ihlette Munkácsyt később világhírű Miltonjának megfestésére).
- Kazinczy Ferenc és Kisfaludy Károly első találkozása (1859)
- Záh Felicián (1860)
- Vak Béla (1864)
- Attila és Vigil (1864)
- Attila halála (1867)
- Erzsébet és Mária királynők a novigrádi fogságban (1864)
- Coriolanus (utolsó nagyobb műve)

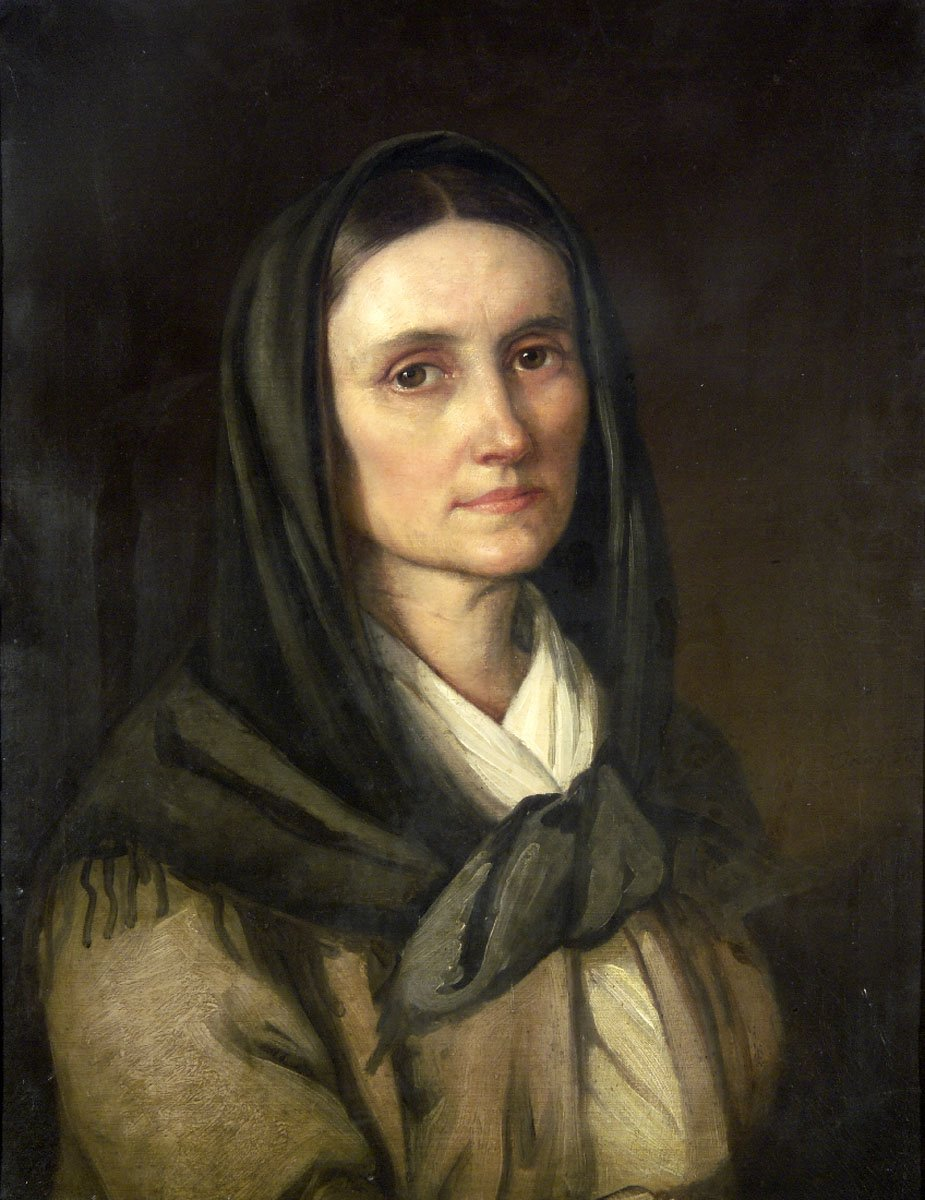
Anyám c. festménye, Salkovics Karolina arcképe
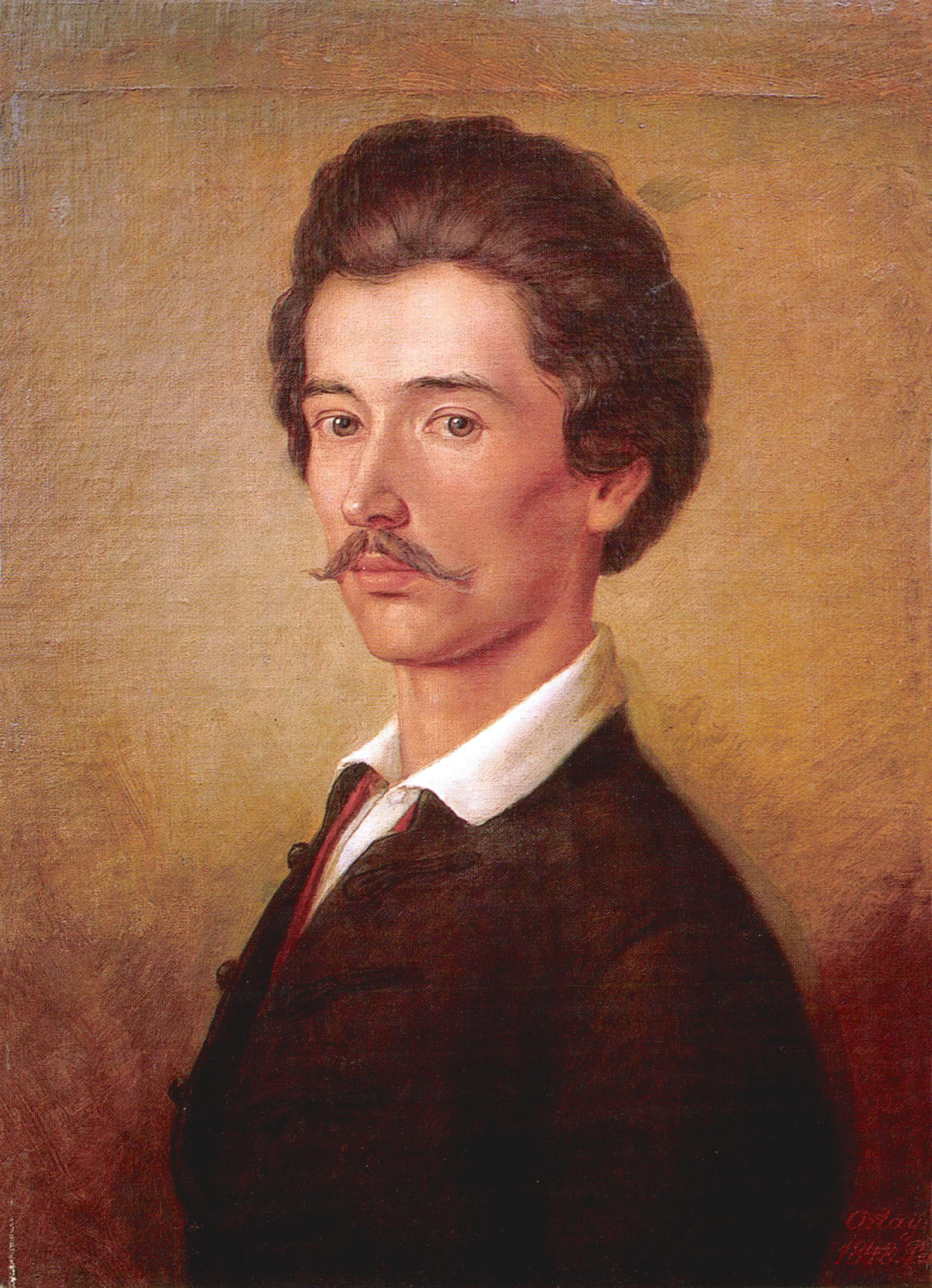
Petőfi Sándor
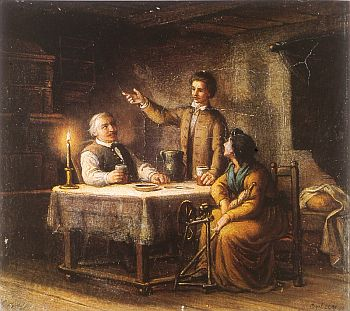
Petőfi a szüleinél
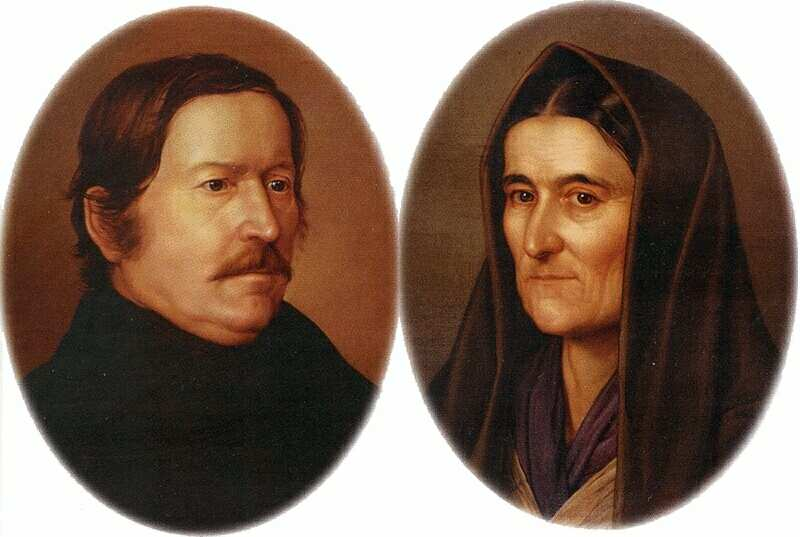
A költő szülei
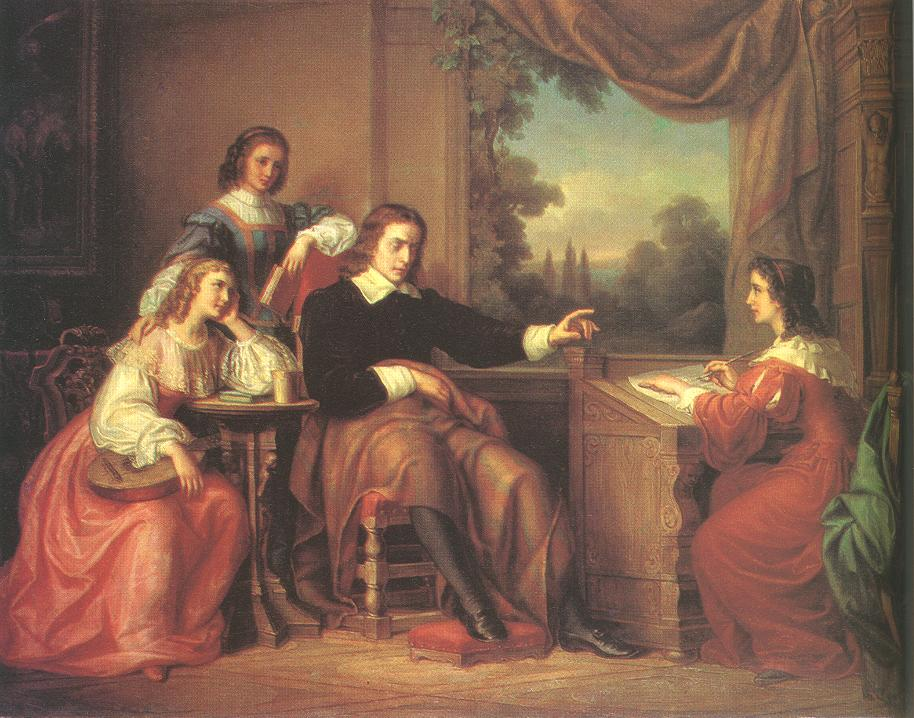
Milton Elveszett paradicsomát három leánya körében tollba mondja (1862)
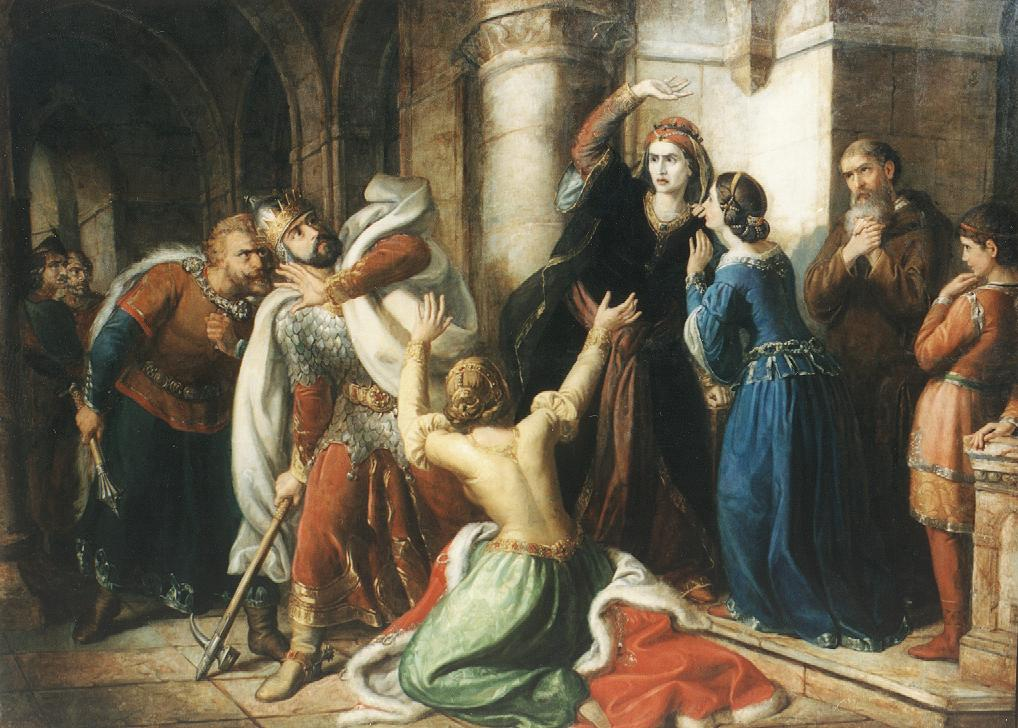
Salamon királyt anyja megátkozza (1855–1857)
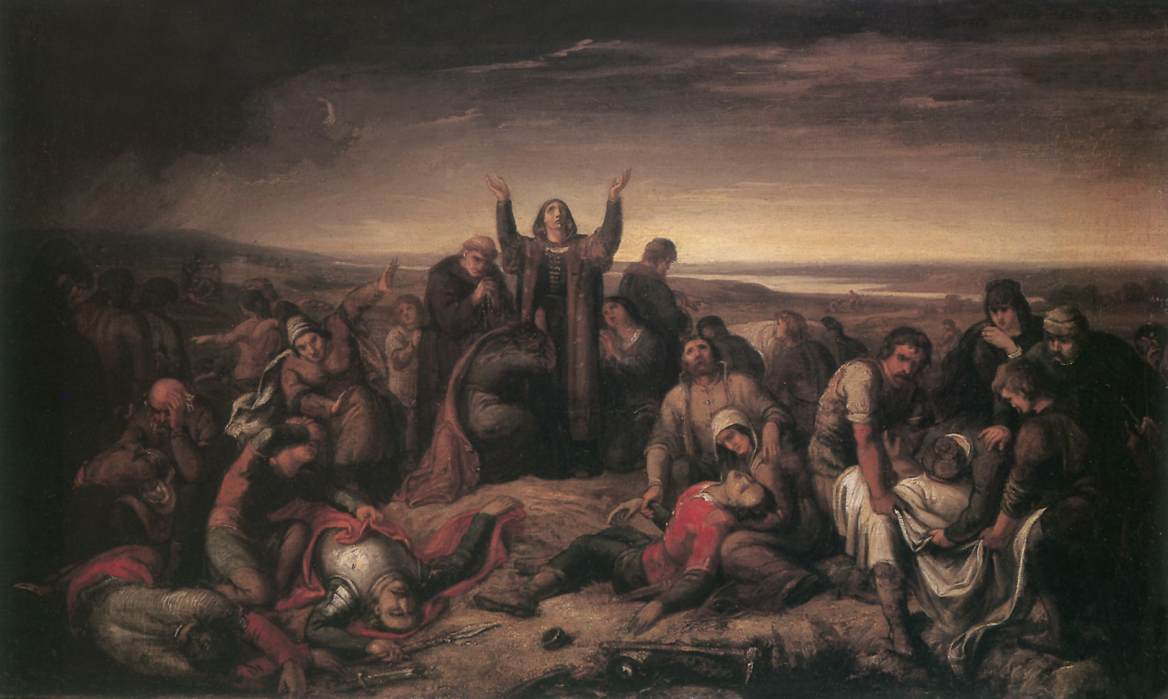
Perényiné a mohácsi csata után összeszedi a halottakat
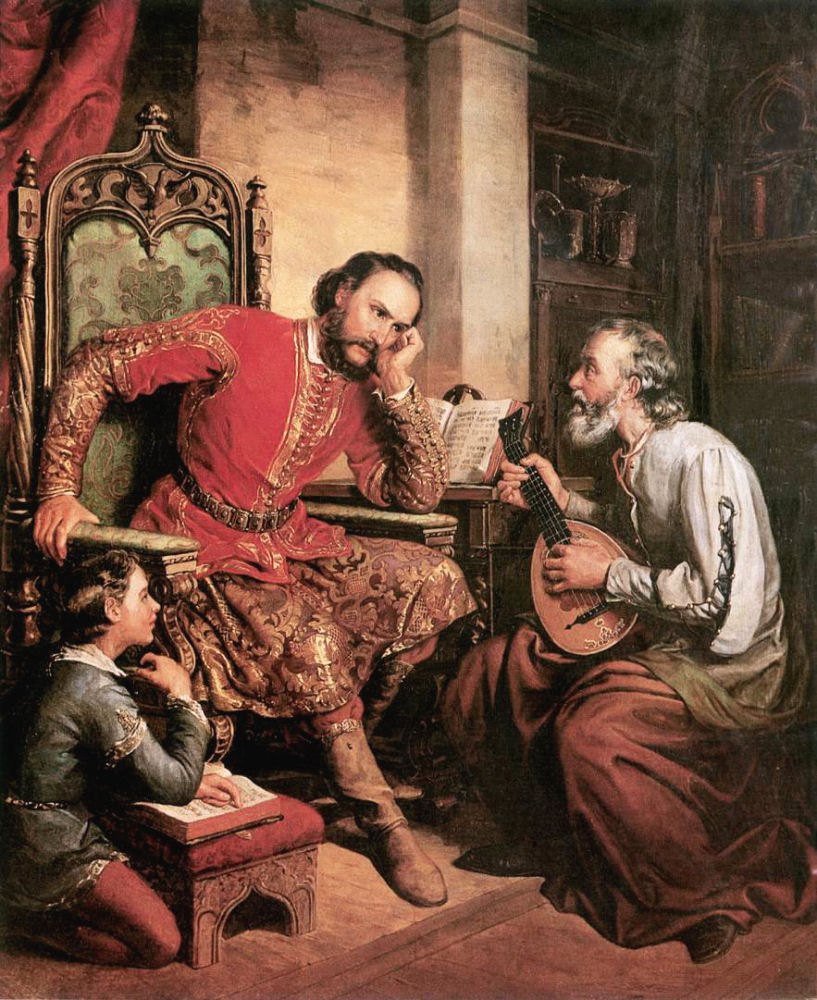
[[Nádasdy Tamás (nádor)|]] nádor és Tinódi (1855)

Ezeken kívül festett számos arcképet, s megfestette Petőfi Debrecenben című képét, amely a nyomor és nélkülözések napjaiban, fűtetlen szobában, verseit rongyos szalmaszéken írva ábrázolja a nagy költőt. Az ecset mellett a tollat is gyakran forgatta, tanulmányt írt arról a befolyásról, melyet Shakespeare költészete gyakorolt a festészetre, s utolsó éveiben gondosan följegyezte azokat az adatokat, amelyek Petőfire vonatkoznak.

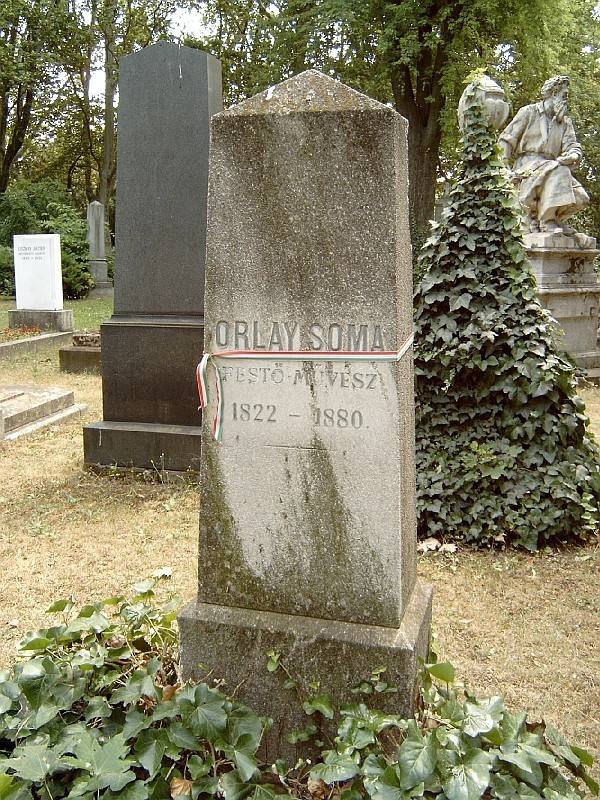
Orlai Petrich Soma sírja Budapesten. Kerepesi temető: 34/1-1-16.